# École normale nationale d'apprentissage
Sept Écoles normales nationales d'apprentissage (ENNA) ont, de 1945 à 1991, assuré la formation des personnels enseignants des centres d'apprentissage, devenus collèges d'enseignement technique en 1959, puis lycées d'enseignement professionnel en 1976 et enfin lycées professionnels en 1986.
Elles ont été créées en 1945 et ont ouvert en 1946. On comptait cinq ENNA masculines[réf. nécessaire] à Nantes, Paris-Nord (Saint-Denis), Paris-Sud (Cachan), Villeurbanne et Strasbourg, et deux ENNA féminines (puis devenues mixtes dans les années 60) à Paris et Toulouse. Celle de Strasbourg sera fermée en 1950[réf. nécessaire] et remplacée ensuite par une ouverture à Lille vingt ans plus tard.